# Mecistomela
Mecistomela là một chi bọ cánh cứng trong họ Chrysomelidae.
Chi này được miêu tả khoa học năm 1899 bởi Jacobson.

## Các loài
Chi này gồm các loài:
- Mecistomela marginata (Thunberg, 1821)